# Operação Barão Gatuno
Operação Barão Gatuno foi uma operação da Polícia Civil brasileira realizada em 8 de junho de 2017. A operação é um desdobramento da Operação Lava Jato, deflagrada pela Polícia Civil do Rio e investigou a compra, por parte de Furnas, da totalidade das ações da Serra do Facão Participações após a aprovação de uma medida provisória proposta pelo ex-deputado federal e ex-presidente da Câmara Eduardo Cunha. Parte da ação da operação aconteceu na sede de Furnas, em Botafogo, Zona Sul da capital fluminense.
A operação investiga um esquema de lavagem de dinheiro por crime contra a administração e corrupção passiva na empresa de energia Furnas, subsidiária da Eletrobras. Segundo as investigações, um lote de ações que tinha sido adquirido por sete milhões de reais, posteriormente foi comprada por Furnas por oitenta milhões de reais.
O inquérito sobre o caso foi aberto no Supremo Tribunal Federal (STF). As primeiras informações sobre o caso aparecem na delação premiada do ex-senador Delcídio do Amaral. Com a cassação de Cunha, o STF remeteu o caso ao Tribunal de Justiça do Rio, onde tramita o inquérito. É a primeira ação, no âmbito da Lava Jato, promovida estritamente pela polícia estadual.